# Надин Трентинян
Надин Трентинян (на френски: Nadine Trintignant) е френска режисьорка. 

## Биография
Родена е на 6 февруари 1935 г. в Ница и е втора съпруга на актьора Жан-Луи Трентинян. Майка е на Мари Трентинян. Нейният филм Mon amour, mon amour (букв. „Моя любов, моя любов“) се състезава на фестивала в Кан през 1967 г.

## Избрана филмография
| година | филм                           | оригинално заглавие       | бележки |
| ------ | ------------------------------ | ------------------------- | ------- |
| 1971   | Това се случва само на другите | Ca n’arrive qu’aux autres |         |